# Poa pratensis ssp. angustifolia
Poa pratensis ssp. angustifolia là một phân loài cỏ trong họ hòa thảo, thuộc chi poa.